# Zurumútaro
Zurumútaro anteriormente Tzurumútaro es una localidad situada en el municipio de Pátzcuaro en el Estado de Michoacán.

## Población
Posee una población de 2,972 habitantes.
| Año  | Habitantes Mujeres | Habitantes hombres | Total habitantes |
| ---- | ------------------ | ------------------ | ---------------- |
| 2020 | 1498               | 1474               | 2972             |
| 2010 | 1240               | 1203               | 2443             |
| 2005 | 1180               | 1121               | 2301             |

## Geografía
Está a 2,052 metros de altitud.